# Janis Ikaunieks
Jānis Ikaunieks (28. April 1912 in Riga – 27. April 1969 ebenda) war ein lettischer Astronom. Sein wissenschaftlicher Schwerpunkt lag vor allem in der Erforschung von Roten Riesen, und hier insbesondere bei den Kohlenstoffsternen. Er war Gründer der Lettischen Astronomischen Gesellschaft und des populären Wissenschaftsmagazins The Starry Sky. Nach dem Bau des Observatoriums Baldone wurde er zu dessen erstem Direktor berufen.

## Biographie
Nach seinem Studium an der Universität Lettlands arbeitete er zunächst als Lehrer. Nach dem Zweiten Weltkrieg wurde er 1948 Abteilungsleiter des Instituts für Physik und Mathematik an der Lettischen Akademie der Wissenschaften und widmete sich fortan um dem Bau eines modernen astronomischen Observatoriums in Lettland. Zwischenzeitlich konnte er seine Doktorarbeit zum Thema „Räumliche Verteilung und Häufigkeit von Kohlenstoffsternen“ bei seinem Doktorvater P. Parenago am Sternberg-Institut für Astronomie der Lomonossow-Universität in Moskau abschließen.

## Auszeichnungen und Ehrungen
1967 wurde er mit dem Lenin-Orden, dem höchsten zivilen Orden in der Sowjetunion, für seine herausragende Leistungen auf dem Gebiet der Wissenschaft ausgezeichnet.
Nach seinem Tod wurde auf dem Gelände des Observatoriums Baldone bestattet, das Denkmal an seiner Begräbnisstelle stammt von dem Architekten J. Wasiljew.
Der 2010 von den lettischen Astronomen Ilgmārs Eglītis und Kazimieras Černis am Observatorium Baldone entdeckte Asteroid Observatory Asteroid 284984 Ikaunieks, trägt offiziell seit dem 7. Februar 2012 seinen Namen.
Eine lettische Briefmarke zeigt sein Porträt, zusammen mit einem Schmidt-Teleskop und der Galaxie M31.